# ويلينغتون ليما
ويلينغتون ليما (21 أبريل 1990 في البرازيل - ) هو لاعب كرة قدم برازيلي في مركز حراسة المرمى. لعب مع نادي أيه بي سي ونادي ماريتيمو وDuque de Caxias Futebol Clube ‏.

## وصلات خارجية
- ويلينغتون ليما على موقع Soccerway.com (الإنجليزية)
- ويلينغتون ليما على موقع AS.com (الإسبانية)